# 快快樂樂做父母
《快快樂樂做父母》是香港慈善機構「龍耳」出版的育嬰指南，透過手語作講解，向聾人及弱聽人士教導正確照顧初生孩子的技巧。

## 背景
手語除了是聾人社群的文化外，同時亦是聾人的溝通方式及接收社會資訊的渠道，香港已是聯合國《殘疾人權利公約》的締約地區，但在社會資訊無障礙，包括手語資訊發放等仍然乏善足陳，例如政府資訊仍未全面提供手語翻譯、而新聞節目亦只設字幕而不設即時手語傳譯，忽略書面語與手語文法的分別，無疑是大大剝奪聾人社會參與的渠道，亦為家庭生活的質素帶來負面影響。
龍耳提供家庭服務的經驗中，收到不少關於照顧子女技巧的查詢，在得到凱瑟克基金的贊助以及衞生署的支持，耗時兩年製作設有手語翻譯的手語育嬰指南，為聾人家庭提供支援。

## 個案
根據報章報導，本身是聾人的趙曉蘭女士，育有同樣有聽覺問題的四歲女兒。她表示照顧女兒時經常遇到困難，雖然嘗試透過坊間的教材學習照顧女兒，但因缺乏手語翻譯，不能完全明白。
趙女士和女兒曾因溝通出現困難，如聽不到女兒叫喊聲而感到失落，她認為有手語翻譯的育嬰指南，能教導聾人育嬰技巧，改善他們和子女相處時遇到的問題，避免重蹈覆轍。
龍耳的社工指出部份聾人父母會將子女交給健聽家人代為照顧，例如祖父、祖母或舅父、舅母，這些方法可能幫助他們照顧子女，但長遠來說會帶來親子關係疏離，甚至有子女長大後會鄙視父母。

## 出版目的
出版目的是希望透過專業的教材，用聾人的母語作講解，教導聾人父母正確照顧初生孩子的技巧，建立溫馨及愉快的親子環境，以解決聾人家庭服務中常見的焦慮、無助或親子關係疏離的情況。
慈善機構「龍耳」表示，聾人理解文字的能力較弱，學習新事物比較困難，於是將衞生署的育嬰指南加設手語翻譯製作成教學光碟，免費派發和上載到網上平台「龍耳電視」，教導他們照顧嬰兒的起居飲食和親子溝通的方法，讓彼此的關係更親密。

## 目錄
影片分為六個章節：
| 章節 | 內容                                             |
| 1    | 更換尿片小貼士、如何清潔眼睛、掃風方法、抱嬰方法 |
| 2    | 六至廿四個月嬰兒健康飲食起步篇                   |
| 3    | 六至廿四個月嬰兒健康飲食進展篇 (上、下)          |
| 4    | BB話你知                                         |
| 5    | 快快樂樂做父母                                   |
| 6    | 親子全接觸                                       |

## 外部連結
- 手語育嬰指南《快快樂樂做父母》官方網頁
- 手語育嬰指南《快快樂樂做父母》Facebook 專頁
- 手語育嬰指南《快快樂樂做父母》影片